# 六人行：當我們又在一起
《六人行：當我們又在一起》（英語：Friends: The Reunion）是美國情境喜劇《六人行》的重聚特別節目，由班·溫斯頓執導，於2021年5月27日在HBO Max上線。

## 演員
- 珍妮佛·安妮斯頓
- 寇特妮·考克絲
- 麗莎·庫卓
- 麥特·勒布郎
- 馬修·派瑞
- 大衛·史威默

### 嘉賓出演
- 泰勒絲
- 大衛·貝克漢
- 小賈斯汀
- 防彈少年團
- 詹姆斯·柯登
- 辛蒂·克勞馥
- 卡拉·迪樂芬妮
- 伊利·奧高德（英语：Elliott Gould）
- 基特·哈靈頓
- 女神卡卡
- 賴瑞·漢金（英语：Larry Hankin）
- 敏迪·卡靈
- 托馬斯·列儂
- 克莉絲汀娜·皮科斯（英语：Christina Pickles）
- 湯姆·謝立克
- 詹姆士·麥可·泰勒（英语：James Michael Tyler）
- 瑪姬·惠勒（英语：Maggie Wheeler）
- 瑞絲·薇斯朋
- 馬拉拉·優素福扎伊
- 妮可蕾特·薛瑞登（英语：Nicollette Sheridan）

## 製作
2019年11月12日，《好萊塢報導》宣佈華納兄弟電視公司正在為HBO Max製作《六人行》的重聚特別節目，《六人行》的主演和共同創作人將回歸參與製作。2020年2月21日，華納媒體宣佈將以無劇本形式製作。

### 拍攝
受2019冠狀病毒病疫情影響，特別節目一共推遲了兩次製作，分別在2020年3月23日和2020年8月。
特別節目於洛杉磯的第24號片場（Stage 24）進行拍攝，該攝影棚也稱為“六人行片場”（The Friends Stage），是自第二季開始《六人行》一直以來的拍攝地。拍攝於2021年4月開始進行。

## 發行
《六人行：當我們又在一起》最初定於2020年5月27日在HBO Max上線，並在當天同時上線其餘的236集。2021年5月13日，釋出預告片並宣佈特別節目將於2021年5月27日在HBO Max上線。亚洲地区则由HBO Asia播出，中国大陆的三大影音平臺——优酷、腾讯视频和爱奇艺均拿到网络播出权，但防弹少年团（范·佛里特奖事件）、Lady Gaga（达赖喇嘛事件）、贾斯汀·比伯（靖国神社事件）等一些與中國政治立場牴觸、不受中国观众歡迎的人物以及LGBTQ內容遭到删减。